# プラネット・ジョーカー
『プラネット・ジョーカー』は、1997年3月7日にナグザットから発売された、セガサターン用の縦スクロールシューティングゲームである。

## 概要
3Dグラフィックとアニメーションを融合させた縦スクロールシューティングゲームとして、ナグザットの開発チーム・IMP (Interactive Multimedia Products) によって開発された。キャラクターデザインや、ゲーム中に挿入されるアニメーションは代々木アニメーション学院が制作協力している。コントローラー以外にもシャトルマウスにも対応している。

## 物語
2039年の東京都内に突然、謎の軍隊が侵攻する。日本の中枢をわずか1時間で占拠した謎の軍隊の首謀者は、日本のあらゆる生産活動の中止と石油消費の中止を要求。この謎の軍隊を鎮圧するために自衛隊の特殊部隊に所属する3人の女性パイロットに出動命令が下った。作戦名「エイリアンクラッシュ」。

## 登場人物
サトミ・タカヤマ（声：岩見博子）
今作の主人公。その才能を見出され、入隊からわずか4年で自衛隊特殊部隊第17小隊隊長に任命される。
エレン・ロックウェル（声：加藤美由紀）
主人公の部下で、アメリカ人。今作の世界では、自衛隊への外国人入隊が認められており、自衛隊入隊前はフリーターだった。
サラ・ユーガ（声：山口未知世）
エレンと同じく主人公の部下で、インド人。自衛隊入隊前はヨガ講師だった。
ミカ・ヤマモト（声：福當亜樹）
主人公の同期。運動神経の弱さからオペレータ職につくが、認められて第17小隊の通信担当となる。
タカオ・タカスギ（声：野上智之）
特殊部隊司令官を勤めるエリート軍人。サトミ達の上司。
ジョーカー（声：平井正一、惣林坊さなえ）
ジョン・マークウェル（声：松本智行）
テロの首謀者。30年間行方知れずになる前は、さる地中開拓プロジェクトの最高責任者だった。
ナレーション（声：北谷彰基）

## 機体
SPM-001 RAVLES
SPM-002 GEAVER
SPM-003 WENGER
SPM-004 OPINEL
SPM-005 ALMER
SPM-006 AIDA
SPM-007 KARSHOW

## ゲームの特徴
- ダメージ制のポリゴン縦シューティング。
- 自機は2足タイプのロボットであり、最高8タイプから選択するが、外見上の区別がつきにくい。またゲーム中のモデリングでは脚部が胴体から離れている。
- 3人の個性的かつ類型的な女性パイロットが登場するが、操作できるのは主人公のサトミ・タカヤマ少尉だけであり、残りはデモシーンのみの存在である。
- バードビューである関係上、左右端の上部に自機の攻撃が届きにくい位置が発生するが、敵機はその位置からも自機を攻撃してくる。
- 画面の進行方向が変わる際、スクロールは一旦停止し、直角に回転した後再開される。
- 面クリア時のスコアカウントが異様に遅く、ボタンを押して早めないとゲームが前に進まない。
- 難易度はEASY・NORMAL・HARDの3段階あるが、EASYで進めると4面終了時に強制的にゲームオーバーになる。

## 映像・音声の特徴
- パースやデッサンの基本を無視した前衛的な絵柄でほとんど動かないアニメーション。[1]
- 主題歌の歌詞が不明瞭。[1]
- バストアップ表示されたキャラクターの口パクと音声が合致していない。[1]

## 評価
今作は、その作品全体のクオリティの低さから一般にはクソゲーの烙印を押されている。この作品は公募で集められたゲームクリエイターの卵達が製作した作品であると公表されていたが、例えば『セガサターンマガジン』では「同人ソフトレベルのデキ」「メーカー側でなんらかの指導やアレンジが必要だったのでは？」「アマチュアならそれらしくチャレンジ心旺盛なところを見せてほしかった」「これを5,800円で売るのはちと難」と酷評されるなど、ユーザーからはシビアな評価を受けた。一方、その若々しい痛さと度胸 (?) が後にカルトなファンに評価されている。なお、実際にはそれは全部作り話で、諸事情から質の低いゲームを売らざるを得なくなったメーカーが、やむをえず公募したクリエイターの卵が作ったように宣伝したという説もある。ただしこの話の出所はインターネットであり、あくまで噂の域を出ないと注釈がされている。
セガサターンマガジンの読者投票では『デスクリムゾン』、『大冒険 セントエルモスの奇跡』、『スタンバイSay You!』などと熾烈な最下位争いを繰り広げた。